# Press Trust of India
Пресс Траст оф Индиа — ПТИ (Press Trust of India — PTI) — крупнейшее информационное агентство Индии. Имеет более 150 представительств по всему миру. Создано в 1947 году на базе индийских филиалов Associated Press и Reuters. Обеспечивает новостями средства массовой информации в Индии и других азиатских странах. Штаб-квартира агентства расположена в Нью-Дели. PTI имеет представительства в Бангкоке, Пекине, Коломбо, Дубае, Исламабаде, Куала-Лумпуре, Москве, Нью-Йорке и Вашингтоне. Генеральный директор — Винит Кумар Джейн.
PTI обменивается информацией с более чем 100 информационными агентствами, включая Associated Press, Agence France-Presse, The New York Times и Bloomberg. Крупнейшими подписчиками PTI в Индии являются Times of India, Indian Express, Hindustan Times, All India Radio и Doordarshan. 
По состоянию на 1 января 2022 года в нем работает более 500 штатных сотрудников, в том числе около 400 журналистов. У в агентстве почти 400 корреспондентов, работающих неполный рабочий день, в большинстве районных штаб-квартир страны. 
Пресс Траст оф Индиа — единственное информационное агентство в Южной Азии, имеющее свою собственную спутниковую связь.